# Macaranga carrii
Macaranga carrii är en törelväxtart som beskrevs av Lily May Perry. Macaranga carrii ingår i släktet Macaranga och familjen törelväxter. Inga underarter finns listade i Catalogue of Life.